# Kizuka
Kizuka ist ein Verwaltungsbezirk (Ward) des Distrikts Songea in der tansanischen Region Ruvuma.

## Geografie
Kizuka liegt im Südwesten von Tansania. Die Grenze im Westen bildet großteils der Fluss Rovuma. Der Bezirk grenzt im Norden an Magagura und Mbinga Mhalule, im Osten an Ndongosi, im Süden an Muhukuru und im Westen an Kihungu und Kitanda, die beide im Distrikt Mbinga liegen.
Bei der Volkszählung 2022 lebten 12.413 Menschen in 3323 Haushalten auf einer Fläche von 390 Quadratkilometern.

## Gliederung
Der Bezirk besteht aus drei Gemeinden (Mtaa) mit 27 Orten (Kitongoji):
| Kizuka - Majengo A - Majengo B - Lihekwa - Mjimwema - Njoka Chini - Mlelewa - Ruvuma - Kihuga - Tabu Yakona - Ulamboni - Njoka Juu | Ngahokora - Chemchem - Lukilimila - Mapinduzi - Muungano - Mbugani - Majengo - Ushirika - Njoomlole - Songea - Msufini - Songambele | Mbiro - Mbiro Kati - Mwangazi - Nakangwiti - Mapatano - Muungano |

## Bildung und Gesundheit
Die Mkombozi-Hills Secondary School ist eine private weiterführende Schule, die Mädchen und Burschen bis zur 4. Stufe ausbildet.
In den Gemeinden Kizuka und Ngahokora liegt je eine staatliche Apotheke.